# Hippotion rafflesii
Hippotion rafflesii är en fjärilsart som beskrevs av Butler 1877. Hippotion rafflesii ingår i släktet Hippotion och familjen svärmare. Inga underarter finns listade i Catalogue of Life.

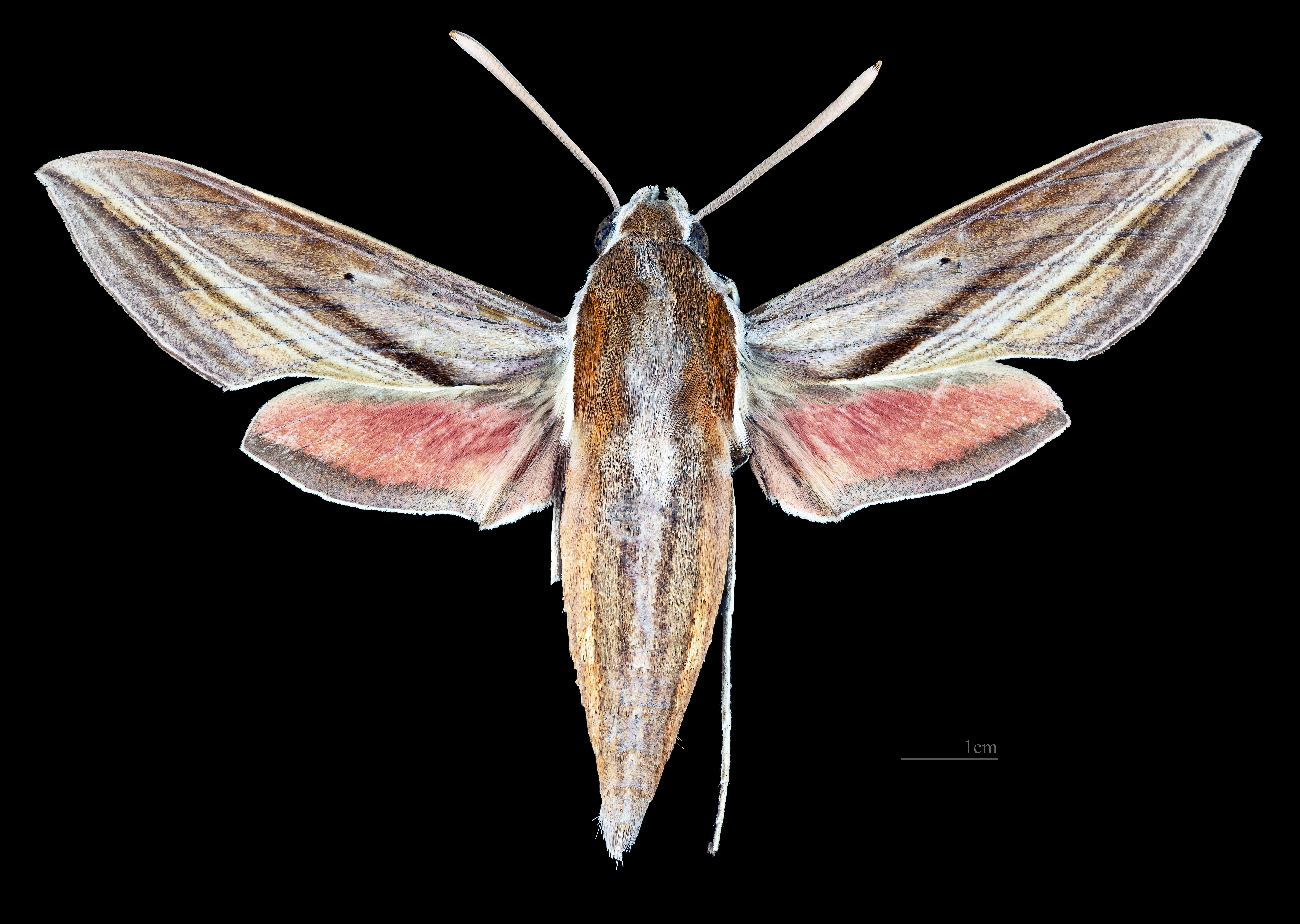
Hippotion rafflesii  ♀
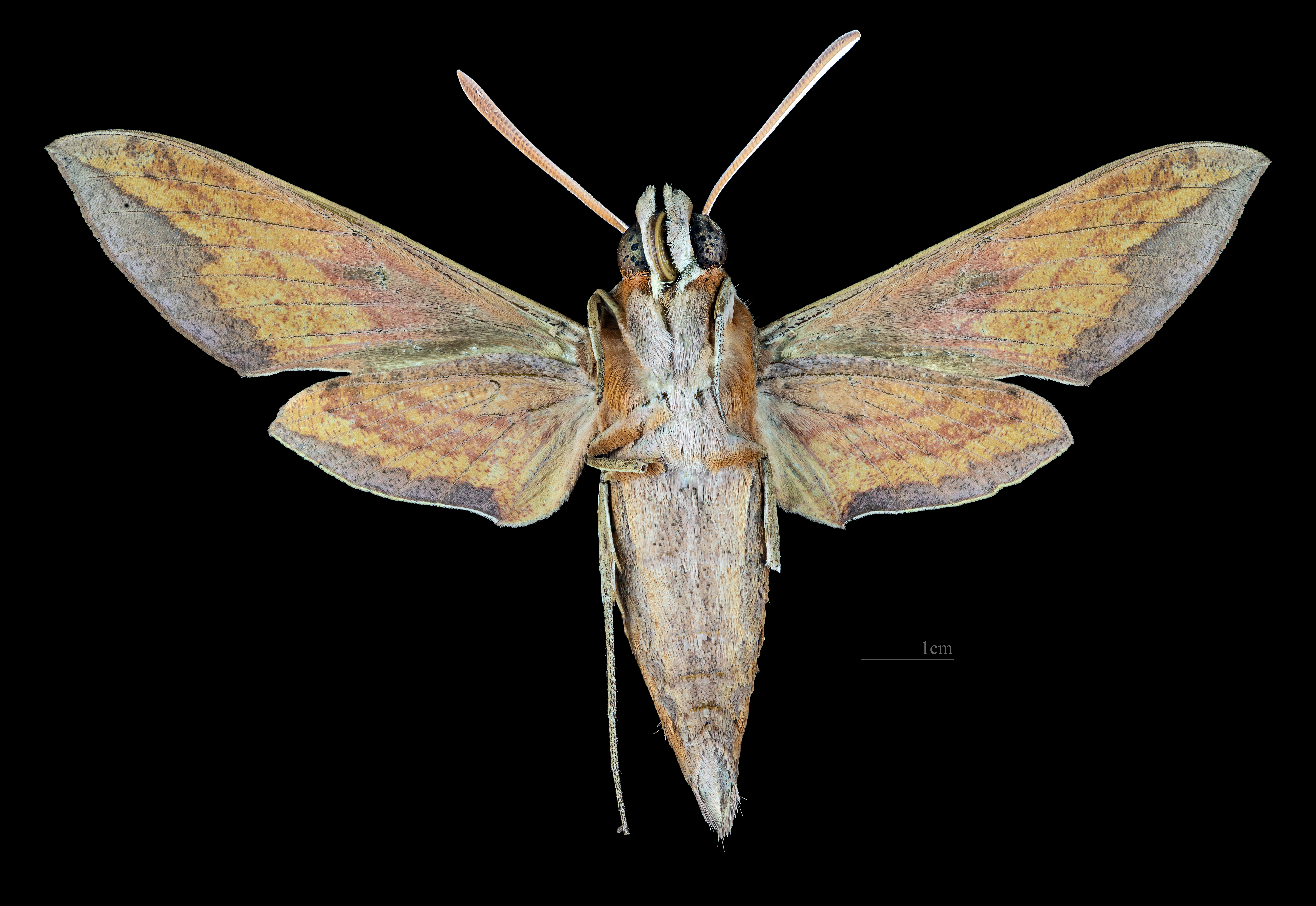
Hippotion rafflesii   ♀ △